# 몰타 전투
몰타 전투는 1283년 7월 8일 몰타의 주요 항구인 그랜드하버에서 벌어진 전투로, 시칠리아 만종 전쟁의 일부이기도 하다. 루체리오 디 라우리아가 이끄는 아라곤 왕국의 갤리선 함대는 기욤 코르뉘와 바솔로메 봉뱅이 이끄는 카페앙주가 함대를 공격해 격멸시켰다. 이 전투로 아라곤 왕국은 나폴리 왕국과 상대할 수 있는 해상 거점을 마련했다.
몰타에 먼저 도착한 함대는 앙주 가문으로 산탕글루 요새에서 포위된 앙주가의 거점들을 도와주고자 했다. 아라곤 함대가 접근하자 앙주 갤리선이 따라왔다. 루체리오 디 라우리아는 코르뉘와 봉뱅의 함대를 거의 궤멸시켰다. 루체리오는 북쪽으로 항해해 나폴리에서 무력시위를 펼친 후 이웃한 해안을 급습했고, 카프리섬과 이스키아섬을 공격해 그곳에 병력을 주둔시켰다. 함대의 궤멸로 카를로 1세 디 나폴리는 시칠리아섬을 침공하려던 계획을 연기했다.

## 배경 및 계획
앙주 가에 맞서 시칠리아 주민들이 반란을 일으킨 이후, 1282년 몰타인들은 섬에서 반란을 일으켰다. 반란은 루체리오 디 라우리아의 처남이었던 만프레드 디 란시아가 이끄는 아라곤 파견대에 의해 촉발되었다. 만프레드의 형제였던 칼타시네타의 첫 백작이었던 코라도 1세 란시아의 아라곤 포위자들도 가담했다. 프로방스 병사들은 그랜드하버의 산탕글루 요새가 군사를 이동시키는 것에 제한적이라는 것을 알게 되었다. 산탕글루 요새는 항구를 지키는 여러 곶 중 한 곳에 위치한 고대 성채로, 성채의 바깥은 비르구의 교외지역이었다. 이 지점에서 요새가 강화되었다. 몰타섬은 양측 모두 차지하고 싶을 정도로 전략적 위치에 자리잡고 있었다.

### 앙주군의 계획
마르세유에 있을 때, 카를로 1세 디 나폴리는 기욤 코르뉘를 파견했다. 고대 마르세유 가문의 용병이었던 그는 카를로 1세의 갤리선 25대의 인원을 모집하는 임무를 맡았다. 그는 이 함선으로 시칠리아로 갈 예정이었고, 몰타 성을 구원할 예정이었다. 1283년 5월 산탕글루 요새에 있던 앙주군 거의 6개월 간 포위당했다. 카를로 1세는 코르뉘에게 "마르세유와 프로방스의 해안에 있는 우수한 태생의 남자들을 뽑되, 다른 국가들의 남자를 제외하고 오직 프로방스인들로만 병사들을 징집할 것"과 그들에게 갑판장과 키잡이 역할을 주고 뱃머리에는 무기를 두 배로 늘리라는 명령을 내렸다.
몰타에 포위된 앙주 병사들에게 원군을 보내기 전까지, 카를로 1세는 코르뉘에게 18대 이하의 갤리선을 보유한 루체리오 디 라우리아를 찾으라고 명령했다. 이는 당시 아라곤의 국왕이었던 페로 3세가 22개 이상의 갤리선은 장비할 수 없다는 명령을 내렸고, 이 중 4대가 카탈루냐로 이동했기 때문에 총 전함이 18대 밖에 남지 않았기 때문이었다. 앙주군의 계획은 이 함선들을 나포하거나 격침시켜 해상권을 장악하는 것이었다.
1283년 5월, 25대의 앙주-프로방스 갤리선이 코르뉘의 지휘 하에 무장되었고, 바르톨로메 봉뱅이 나폴리에서 마르세유에 도착해 그의 병력을 쉬게 했다. 두 제독은 18대의 갤리선과 8대 또는 9대의 바크선, 그리고 1대의 판필루스를 보유하고 있었다. 앙주군은 에올리에 제도와 우스티카섬을 거쳐 트라파니에 입항해 시칠리아섬 서쪽 끝으로 도착했다. 함대는 당시 아라곤 왕국의 통제 하에 있던 메시나 해협을 피했다. 라몬 문타너에 따르면 앙주 군은 3대의 경순찰 갤리선을 메시나 등대 앞의 작은 마을인 보카 델 파로로 보냈다.

### 아라곤 왕국의 대응

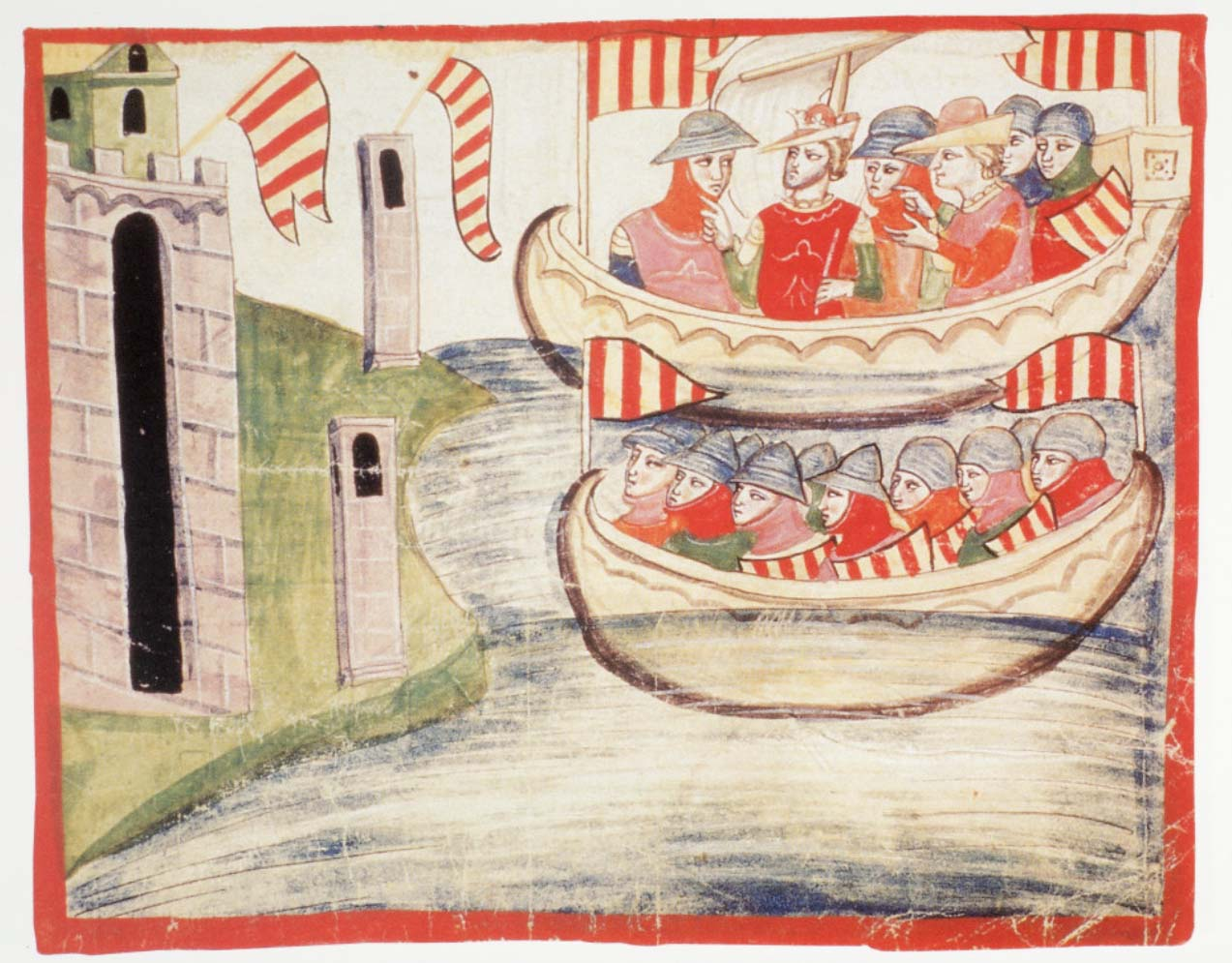
페로 3세의 트리파니 상륙, 바티칸 도서관에 있는 원고로, 페로 3세의 상륙을 묘사하고 있다. 페로 3세는 위쪽 보트의 왼쪽 두 번째에 위치하고 있으며 왕관과 붉은 튜닉을 차고 있다.

페로 3세의 지시에 따라 루체리오 디 라우리아는 25척의 갤리선으로 무장했다. 이 중 4척과 작은 규모의 함선은 트라파니와 아라곤 국왕에게 파견되었다. 즉 나머지 21척의 갤리선과 2척의 경함선이 무장되었다. 루체리오는 작은 함선에 탑승해 칼라브리아 해안을 급습했고, 이솔라 디 카포 리주토까지 진군했다. 병력은 내륙을 급습해 마을과 농가를 공격했다. 칼라브리아를 정리한 이후, 루체리오는 메시나의 본함대로 돌아왔다. 메시나 해협을 동쪽에서 통과한 이후 아라곤 순찰대는 3대의 프로방스 갤리선과 조우했다. 이 프로방스 갤리선들은 코르뉘가 해협 정찰을 목적으로 파견한 함대였다. 앙주 정찰선은 밤 동안 휴식을 취하며 소식을 기다리고 있었다. 루체리오는 그의 갤리선을 재빠르게 집결시켜 앙주 정찰선을 포위하고 그들의 도주로를 차단했다.
루체리오 디 라우리아는 앙주군의 계획이 몰타에 관한 것임을 알게 되었다. 그는 재빠르게 3척의 앙주군 함선과 함께 메시나로 향했다. 병력을 상륙시킨 이후 휴식을 취한 그는 메시나를 떠나 몰타로 갔다. 항해 첫 날 시라쿠사에 도착했고, 앙주-프로방스 함대에 관한 소식을 물었다. 고조섬에서 출발한 바지선이 적 함대가 이미 몰타에 도착했다는 소식을 전했다. 하루 후 아라곤 함대는 사라쿠사를 떠나 남쪽으로 향해 카포 라세로에 도착했다. 하루 밤을 지새운 후 아라곤 함대는 몰타섬으로 직항하지 않고 시칠리아 남동해안으로 갔다. 도날루차타에 도착한 이후 루체리오는 시클리에 상륙해 다가올 전투에 대비해 휴식을 취하게 했다.

## 전투

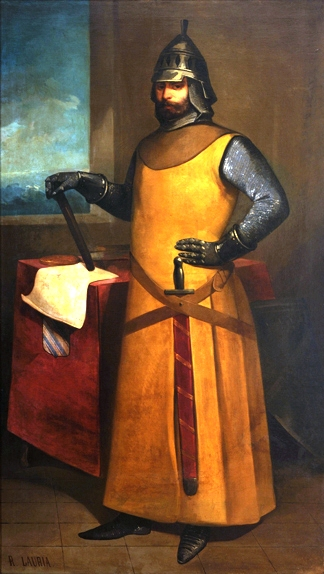
루체리오 디 라우리아 제독, 니콜라 루이츠 데 발디비아 作

시클리를 떠나기 전, 아라곤 함대는 8대의 노가 달린 바지선을 데리고 이동했다. 그들의 계획은 발각되지 않고 바지선을 이용해 그랜드하버를 비밀리에 순찰하는 것이었다. 함대는 일찍 출발해 오전에 그랜드하버의 입구에 도착했다. 작은 바지선의 지휘 하에 2척의 정찰선이 입항했다. 바지선은 항구 중간에 위치한 해협을 통해 곧바로 입항했고, 다른 정찰선은 항구의 입구 양 끝 지점에서 호위를 유지하고 있었다. 바지선은 성에 접근했고, 앙주 갤리선들이 노를 적재하지 않고 해안에 내려놓은 것을 확인했다. 22대의 갤리선과 2대의 소함선을 계산한 아라곤 바지선은 루체리오에게 돌아와 정보를 보고했다.
루체리오는 그의 병사들에게 무장 및 전투 준비를 명령했다. 아라곤 병사들은 빨리 입항해 기습 공격을 가하고자 했으며, "우리들에게 공격하게 해달라. 그들은 모두 우리 것이다."라고 외쳤다. 루체리오는 아라곤 병사들이 잠들어 있는 적을 패배시켰다는 말을 듣고 싶지 않다고 말하며 트럼펫을 불어 항구에 자신들이 도착했음을 알릴 것을 요구했다. 루체리오는 트럼펫을 분 후 그의 갤리선들의 열을 맞춘 후 그랜드하버에 입성해 공격을 개시했다. 프로방스인들은 일어난 후 루체리오가 노를 들고 있음을 발견했다. 100여 명의 프랑스 귀족들이 성에서 내려와 갤리선들의 항해사들을 지원했다. 코르뉘도 그의 트럼펫을 불어 루체리오의 함대에 그의 갤리선을 진격시키라고 명령했다.
함대는 그랜드하버 중간 지점에서 만났다. 공격은 격렬했으며, 모든 갤리선들의 뱃머리가 산산조각났고, 전투는 잔인해지고 있었다. 프로방스인들이 화살과 장포를 사격했을 때, 루체리오는 궁수를 제외한 모든 병력에게 갤리선의 선실과 함선 뒤쪽의 방어벽을 공격한 후 사격을 멈추라고 명령했다. 앙주인들의 포격이 멈출 때까지 아라곤 ㅅ선원들은 어떠한 무기도 발사하지 말라는 명령을 전달했다. 아라곤 병사들은 프로방스 함선의 모든 방향에서 날아오는 돌들과 창 공격을 버텼다. 그 날 하루 동안 앙주군이 장포 탄약을 다 썼을 때, 루체리오는 공격을 개시했다.
아라곤 갤리는 대함 공격을 위해 1척씩 움직이기 시작했다. 앙주 갤리선들은 격투를 벌였고, 알모가바르가 적 함선에 탑승했다. 앙주 기사들은 아라곤 병사들과의 전투에서 큰 피해를 입었다. 일출 때 시작되었던 전투는 만종까지 지속되었다. 프로방스인들이 함선이 1척 더 많았고, 병사들을 충당받았지만, 이들은 아라곤 함선에 맞서 방어를 펼칠 수 없었다. 아라곤 함선들은 남아있는 앙주 갤리선들을 나포했다. 문타너에 따르면 한 대의 앙주 경순찰선이 도주에 성공했다. 이 함선은 나폴리를 거쳐 마르세유에 도달해 앙주군의궤멸을 전달했다. 바르톨로메 봉뱅은 7척의 갤리선을 데리고 아라곤 함선으로부터 도망칠 수 있었다. 나머지 함선은 격침되거나 나포되었다.